# Lawyers Building
El Lawyers Building (conocido también como The Randolph o American Title Building) es un edificio de oficinas ubicado en 137 Cadillac Square en el Downtown de Detroit, Míchigan.  Fue incluido en el Registro Nacional de Lugares Históricos en 1982.

## Historia
El Lawyers Building fue construido en 1922. Fue el primer edificio construido por John J. Barlum y su familia para reconstruir la zona del actual Cadillac Square Park. Originalmente estaba destinado a inquilinos de clase media, incluidos muchos sindicatos y organizaciones benéficas.
Más tarde pasó a llamarse American Title Building, y los pisos superiores se cerraron en la década de 1980. La renovación comenzó en 2017, y se inauguró un nuevo hotel en 2019.

## Descripción|
El Edificio de Abogados fue diseñado en el estilo arquitectónico de la Escuela de Chicago por la firma Bonnah & Chaffee, que también diseñó en Detroit la Cadillac Tower.
Está construido de hormigón armado y acero revestido con terracota. Tiene 10 pisos que tienen bahías regulares con ventanas abatibles de madera agrupadas con paneles de enjuta de metal. Fue uno de los pocos edificios de oficinas de la época que luchó por el modernismo por encima de la ornamentación. Actualmente es el rascacielos de estilo Chicago más fino casi inalterado en Detroit; el único cambio realizado en el edificio es el moderno escaparate de mármol a nivel del suelo.
El edificio está ubicado al este del New Cadillac Square Apartments y de la Cadillac Tower (ambos a su vez construidos por Barlum), y al oeste del Wayne County Building, en la esquina de Cadillac Square y Randolph Avenue.